# Астат
Астат, At (англ. astatine, нім. Astat) — неметалічний радіоактивний хімічний елемент, атомний номер 85, атомна маса 210. Належить до групи галогенів. Дуже нестабільний, тому у природі зустрічається лише у слідових кількостях. Астат за хімічними властивостями подібний до галогенів і до металів.

## Історія
Існування астату було передбачене ще Менделєєвим — він помістив його у свою таблицю під назвою «ека-йод» і передбачив атомну вагу близько 215. Проте спроби знайти цей елемент в природі були марними. У 1913 році Генрі Мозлі відкрив атомні номери, що підтвердило існування невідкритого елементу між полонієм і радоном.
У 1925 році Фредерік Лорінг і Джеральд Дрюс повідомили про відкриття елементів номер 87 і 85 при аналізі піролюзиту. Обидва «відкриття» не підтвердилися, проте протягом наступних років пошуки ека-йоду сильно активізувались. У 1926 році Отто Ган шукав його у радії, Джон Ньютон Френд — у багатій галогенами воді з Мертвого Моря, проте успіху не досягли.
У 1931 році група Фреда Аллісона з Алабамського Політехнічного інституту повідомили про відкриття 85 елементу у бразильських монацитових пісках. Для пошуку Аллісон використовував винайдений ним самим новий метод «магнето-оптичного аналізу» речовини. Наступного року він випустив ще одну статтю, в якій описував властивості ека-йоду, і запропонував назву «алабамін» для нього. Тільки у 1935 році було показано, що магнето-оптичний аналіз, запропонований Аллісоном, не працює, а «відкриття» є лише артефактом цього методу. Втім, алабамін продовжував з'являтися у деяких підручниках і періодичних таблицях аж до 1947 року.
У 1937 Раджендралал Де, індійський фізик з Дакки, надихнувшись дослідженнями Аллісона, виділив з монациту чорну речовину, яку вважав 85-м елементом, і запропонував назву «дакін» для нього. Відкриття Де курйозне тим, що у 1947 і навіть у 1962 році він продовжував публікувати статті, у яких наполягав, що знайдена їм речовина була 85-м елементом. У статті 1947 року він пропонував вже трохи іншу назву для нього, «декін», виводячи його і від Дакки і від терміну «ека-йод». Втім, оскільки Де говорив про виділення кількох міліграмів речовини, інтенсивна радіація від них, ймовірно, вбила б його, якби він дійсно зміг отримати цей елемент.
У 1939 році французька вчена-фізик Івет Кошуа і румунський фізик Хорія Хулубей опублікували роботу, де описувались три спектральні лінії, що відповідали передбаченим для 85-го елементу. Ці лінії зафіксовано під час серії експериментів із дослідження спектру радону-222, що тривали з 1934 року. Вже під час війни, їх результати підтвердив португальський вчений Мануель Валадарес.
Паралельно, швейцарський хімік Волтер Міднер показав, що полоній-218 (що утворюється при альфа-розпаді радону-222, і, як тоді вважалося, теж завжди розпадається по альфа-каналу) час від часу все ж розпадається і через бета-канал, відповідно утворюючи ізотоп 85218. Міднер опублікував свої результати у 1940 році, позиціюючи їх як відкриття елементу 85. Він запропонував для нього назву гельвецій, на честь латинської назви Швейцарії. У 1942 році він опублікував нові результати, отримані під час співпраці з британською фізикинею Алісою Лей-Сміт. Відзначаючи її внесок, Міднер запропонував нову назву, англогельвецій. Втім, ці результати не змогли відтворити інші вчені.
У 1940 році Дейл Корсон, Кеннет МакКензі і Еміліо Сегре вперше змогли отримати елемент 85 штучно. На 60-дюймовому циклотроні в Берклі вони опромінювали бісмут альфа-частинками. В продуктах реакції був виявлений  альфа-випромінювач, активність якого спадала з періодом напіврозпаду близько 8 годин. Як тепер зрозуміло, таким чином був відкритий ізотоп At211. Саме цю трійцю вважають першовідкривачами цього елементу.
Не знаючи про результати американських колег, австрійські вчені Берта Карлік і Труда Берне досліджували альфа-активність радону-222. У енергетичному спектрі альфа-частинок вони виявили компоненту, що (за законом Ґейґера — Неттола) відповідала невідомому і дуже короткоживучому ізотопу. Вони також показали, що результати Міднера і Лей-Сміт були помилкою, спричиненою забрудненням обладнання.
Сучасна назва елементу була дана лише в 1947 році, після статті Фрідріха Панета, в якій він запропонував загальний підхід по визначенню підходу до найменувань. За пропозицією Панета, право обрати назву для елементу отримали Корсон, МакКензі і Сегре (хоча Кошуа і Хулубей відкрили результати раніше, їх метод не дозволяв встановити хімічні властивості нового елементу, тому таке рішення було прийняте без великих суперечок). Вони ж і запропонували назву астат, що походить від грец. ἀστατέω — бути нестійким, через його надзвичайно малий період напіврозпаду.

## Ізотопи
Астат не має стабільних ізотопів, проте у деяких мінералах він присутній, через те, що входить у кілька природних радіоактивних рядів (тобто, ці ізотопи постійно продукуються у мінералах, що містять відповідні елементи, після чого швидко розпадаються):
- Астат-218(інші мови) (t½=1,5 секунд) входить в ряд урану[9]
- Астат-215(інші мови) (t½=0,1 мілісекунди) і астат-219(інші мови) (t½=56 секунд) входять в ряд актинію[10].

Через надзвичайно низький час життя природних ізотопів, кількість астату у природі дуже низька — у будь-який час загальна кількість астату на Землі, за різними оцінками, становить від сотень міліграмів до 30 грамів.
Загалом відомо 60 ізотопів астату з масовими числами від 191 до 229, 14 з яких — метастабільні.
Найбільші періоди напіврозпаду мають At210 (8,1 годин) і At211 (7,214 годин).

## Отримання
Виділення астату з природних джерел не є можливим через малу кількість, а також малий час життя природніх ізотопів. Порівняно стабільні ізотопи At210 і At211 отримуються штучно, шляхом опромінення металевого бісмуту α-частинками високої енергії
{\displaystyle \mathrm {_{83}Bi^{209}+_{2}He^{4}\longrightarrow _{85}At^{210}+3_{0}n^{1}} }
{\displaystyle \mathrm {_{83}Bi^{209}+_{2}He^{4}\longrightarrow _{85}At^{211}+2_{0}n^{1}} }
з наступним відділенням астату співосадженням, екстракцією, хроматографією або дистиляцією на платинову пластинку. Оскільки астат є галогеном, він є досить летким, і легко відділяється від бісмуту хімічно.
Сучасні циклотрони можуть виробляти до 1,5×1012 атомів астату на годину.

## Властивості

### Фізичні
Зважаючи на малу кількість доступної для вивчення речовини, фізичні властивості цього елемента погано вивчені і, як правило, побудовані на аналогіях з доступнішими елементами.
Астат — тверда речовина синьо-чорного кольору, за зовнішнім виглядом схожий на йод. Для нього характерно поєднання властивостей неметалів (галогенів) і металів (полоній, свинець тощо). Як і йод, астат добре розчиняється в органічних розчинниках і легко ними екстрагується. За леткістю трохи поступається йоду, але також може легко переганятися.
Температура плавлення 302 °C, кипіння (сублімації) 337 °C.

### Хімічні
За властивостями астат найбільше нагадує йод: переганяється, екстрагується чотирьоххлористим вуглецем CCl4 з водних розчинів, відновлюється цинком або сірчистим газом до астатид-йона At−:
{\displaystyle \mathrm {2At+SO_{2}+2H_{2}O=2At^{-}+3H^{+}+HSO_{4}^{-}} },
який з йонами срібла утворює нерозчинний астатид срібла AgAt. Останній кількісно співоосаджується з йодидом срібла як носій. Астатат-йон AtO−
3 утворюється при окисненні астатид-йона перйодатною кислотою H5IO6 або церієм(IV):
{\displaystyle \mathrm {6Ce^{4+}+At^{-}+3H_{2}O=AtO_{3}^{-}+6Ce^{3+}+6H^{+}} }
Формалізований запис цього рівняння відповідає умові електронейтральності. Фактично йони Ce (IV) існують у вигляді гідратованих йонів [Ce(H2O)n]4, які відщеплюють йон водню і, за винятком дуже кислих розчинів (рН~1), далі піддаються гідролізу і полімеризації. Йони AtO3− кількісно співоосаджуються з нерозчинними у воді Pb(IO3)2.
Через неможливість отримати макроскопічні кількості астату, все ще не вирішена фундаментальна проблема його будови — чи є його молекули одноатомними або двоатомними. Всі інші галогени від хлору до йоду мають двоатомні молекули, що формують молекулярні кристали. Але відомо, що вираженість неметалічних властивостей спадає при у цьому ряду, а отже астат має ще більш яскраві ознаки металу. Герман, Гофман і Ешкрофт у роботі 2013 року показують, що, за тиску в одну атмосферу, астат має формувати атомні кристали, проте існують і експерименти, що говорять про протилежне.

## Використання
Фізіологічно астат поводить себе подібно до йоду — наприклад, концентрується в щитоподібній залозі, шлунку, селезінці. Оскільки астат супроводжує йод, то це дозволяє разом з препаратами йоду вводити радіоактивний астат і використовувати його при радіотерапії ракових пухлин. Потенційно елемент є дуже перспективним у альфа-терапії пухлин через різномаїття його сполук, а також дуже короткі ланцюжки розпаду астату-211, на кожному з яких випускається лише одна альфа-частинка. Препарати на його основі брали участь у багатьох клінічних дослідженнях, проте широкому використанню перешкоджає важкість його отримання.